# Пэрри, Роберт
Ро́берт Пэ́рри (англ. Robert Parry; 24 июня 1949 — 27 января 2018) — американский журналист, известный своими журналистскими расследованиями в Ассошиэйтед Пресс и Newsweek о справочнике ЦРУ «Психологические операции в партизанской войне», а также по делу Иран-контрас, об американской помощи никарагуанским контрас, связанным с незаконным оборотом кокаина в США в 1985 году.
В 1984 году получил премию Джорджа Полка в журналистике в номинации «национальный репортаж», в 2015 году медаль Исидора Файнштейна Стоуна за журналистскую независимость Ниманского фонда журналистики Гарвардского университета и премию Марты Геллхорн по журналистике (2017). Также в 1985 году являлся одним из финалистов на получение Пулитцеровской премии.

## Биография
Родился 24 июня 1949 года в Хартфорде в семье издателя газеты The Middlesex Daily News Уильяма Перри и его жены Элизабет Катон. Имел брата 
В 1971 году получил бакалавра гуманитарных наук по английскому языку в Колби-колледже и работал в газете своего отца
В 1974 году стал сотрудником Ассошиэйтед Пресс, с 1977 года в его вашингтонского бюро; также работал в бюро Балтимора и Провиденса.
После американских президентских выборов 1980 года был назначен в специальное журналистское подразделение, работал в Центральной Америке.
В 1987 году перешёл на работу в Newsweek, где проработал до 1990 года.
В августе 1990 года был приглашён Public Broadcasting Service для проведения журналистских расследований для передачи Frontline по теме теории заговора во время президентских выборов в США в 1980 году, когда октябрьский сюрприз с захватом американских заложников в Иране отрицательно сказался на положении действующего президента  США Джимми Картера и оказал решительное влияние на победу Рональда Рейгана. Итогом этого сотрудничества Пэрри и телеканала стал ряд документальных фильмов, вышедших в 1991—1992 годах.
Начиная с 1995 года и до самом смерти был редактором ConsortiumNews.com .
Умер 29 января 2018 года после ряда приступов, вызванных недиагностированным раком поджелудочной железы.

## Семья
Жена — Диана Дастон, бывший репортёр Ассошиэйтед Пресс, в браке с которой родилось четверо детей — Сэм, Джеф, Нэт, Элизабет. Дед шести внуков.
Сестра — Рэндал.
Брат — Уильям.

## Награды
- Премия Джорджа Полка (1984) в номинации «национальный репортаж»[2].
- Медаль Исидора Файнштейна Стоуна[англ.] за журналистскую независимость Ниманского фонда журналистики[англ.] Гарвардского университета (2015)[2].
- Премия Марты Геллхорн по журналистике[англ.] (2017)[4]

## Отзывы
Американский режиссёр Оливер Стоун, в съёмках документального фильма «Украина в огне» которого принимал участие Перри, отметил насчёт него следующее: 

Я не считаю его конспирологом, а здравомыслящим и самодостаточным человеком. Он оставил огромный след в американской журналистике.

## Книги
- Lost History: Contras, Cocaine, The Press & Project Truth (1992)
- Trick or Treason: The October Surprise Mystery (1993)
- The October Surprise X-Files: The Hidden Origins of the Reagan-Bush Era (1996)
- Secrecy & Privilege: Rise of the Bush Dynasty from Watergate to Iraq (2004)
- Neck Deep: The Disastrous Presidency of George W. Bush (2007)
- America's Stolen Narrative: From Washington and Madison to Nixon, Reagan and the Bushes to Obama (2012)